# Trolejbusy w Polsce
Trolejbusy w Polsce – systemy komunikacji trolejbusowej działające w Polsce.
Według stanu z sierpnia 2020 roku w Polsce funkcjonowały trzy systemy trolejbusowe: w Gdyni (w tym w Sopocie i na baterii w niewielkiej części Gdańska), Lublinie i w Tychach.

## Systemy
| Miasto lub obszar   | Operator                                    | Napięcie zasilania | Długość sieci zasilającej | Data     | Data        | Artykuł                             |
| Miasto lub obszar   | Operator                                    | Napięcie zasilania | Długość sieci zasilającej | Otwarcia | Likwidacji  | Artykuł                             |
| ------------------- | ------------------------------------------- | ------------------ | ------------------------- | -------- | ----------- | ----------------------------------- |
| Dębica              | Igloopol                                    |                    | 5 km                      | 1988     | 1990        | Trolejbusy w Dębicy                 |
| Gdynia              | PKT Gdynia                                  | 600 V DC           | 32,6 km                   | 1943     | funkcjonuje | Trolejbusy w Gdyni                  |
| Gorzów Wielkopolski | Elektrizitätswerk und Straßenbahn Landsberg |                    | 12 km                     | 1943     | 1945        | Trolejbusy w Gorzowie Wielkopolskim |
| Legnica             | Elektrische Straßenbahn Liegnitz            |                    | 3,5 km                    | 1943     | 1945        | Trolejbusy w Legnicy                |
| Legnica             | MPK Legnica                                 |                    |                           | 1949     | 1956        | Trolejbusy w Legnicy                |
| Lublin              | MPK Lublin                                  | 600 V DC           | 26,8 km                   | 1953     | funkcjonuje | Trolejbusy w Lublinie               |
| Olsztyn             | MPK Olsztyn                                 |                    |                           | 1939     | 1971        | Trolejbusy w Olsztynie              |
| Poznań              | MPK Poznań                                  |                    |                           | 1930     | 1970        | Trolejbusy w Poznaniu               |
| Słupsk              | MZK Słupsk                                  | 600 V DC           | 19,1 km                   | 1985     | 1999        | Trolejbusy w Słupsku                |
| Tychy               | Tyskie Linie Trolejbusowe                   | 600 V DC           | 21,9 km                   | 1982     | funkcjonuje | Trolejbusy w Tychach                |
| Wałbrzych           | MPK Wałbrzych                               |                    |                           | 1944     | 1973        | Trolejbusy w Wałbrzychu             |
| Warszawa            | MZK Warszawa                                |                    |                           | 1946     | 1973        | Trolejbusy w Warszawie              |
| Warszawa            | MZA Warszawa                                | 600 V DC           | 13 km                     | 1983     | 1995        | Trolejbusy w Warszawie              |
| Wrocław             | Gleislose Bahn Brockau GmbH                 |                    | 4,4 km                    | 1912/13  | 1914        | Trolejbusy we Wrocławiu             |